# 图尔农路

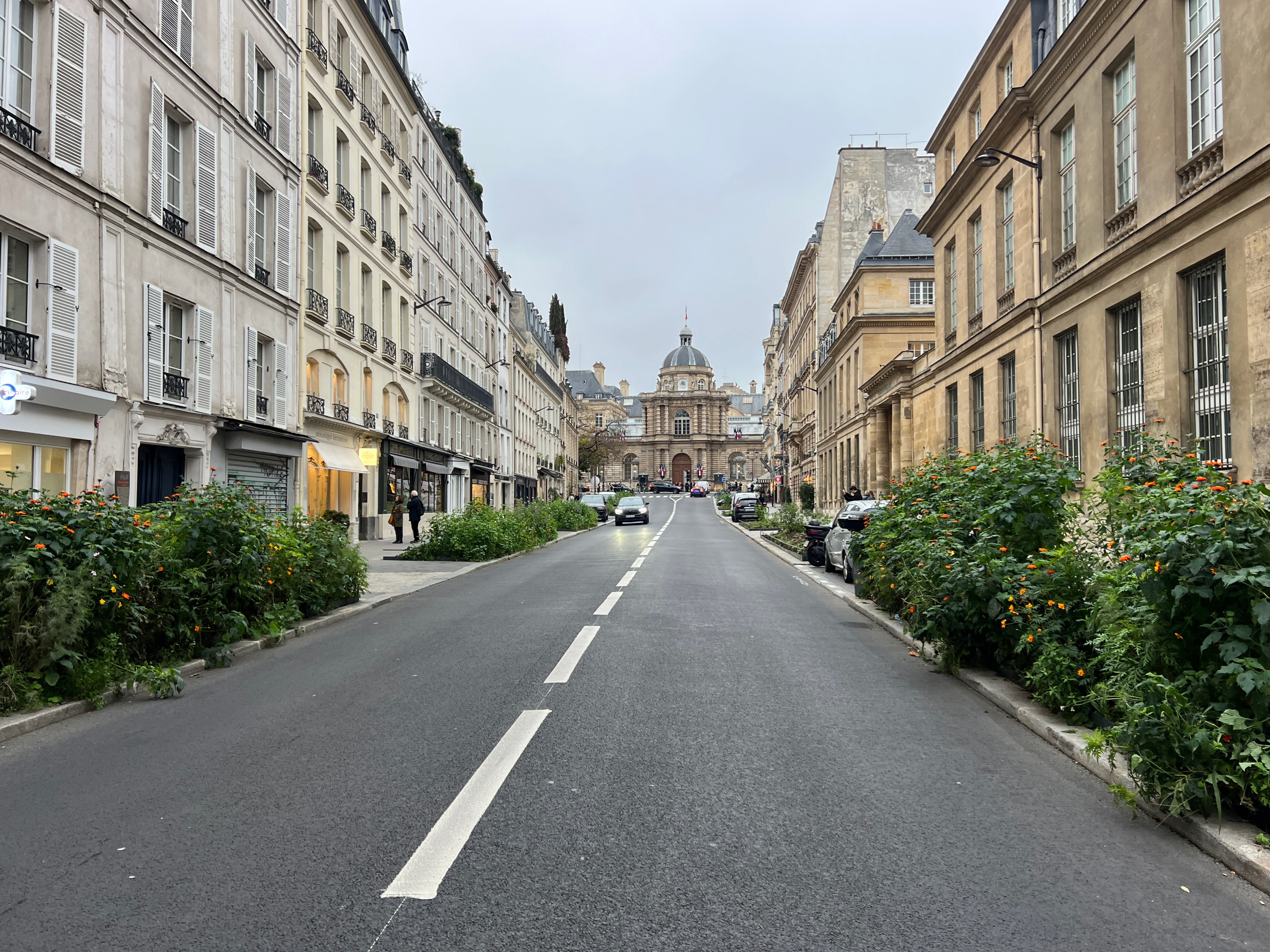
圖爾農路（2024年11月）

图尔农路（Rue de Tournon）是巴黎第六区的一条街道。长233米，宽13.7米。
图尔农路北面始于圣苏比斯路（Rue Saint-Sulpice）19至21号，南面止于沃日拉尔路（Rue de Vaugirard）22-1号至24号。这条路为南北走向，处于卢森堡宫的中轴线上。向北延伸，则是塞纳路（rue de Seine）。
传统上，这条街有许多旧书店。现在仍有不少，但是逐渐被与服装或美发有关的店铺所取代。
为图尔农路服务的地铁站有:
- 圣苏比斯站（巴黎地铁4号线）
- 马比永站（巴黎地铁10号线）
- 奥德昂站（巴黎地铁4、10号线）
- 卢森堡站 （法兰西岛大区快铁B线）

## 名称

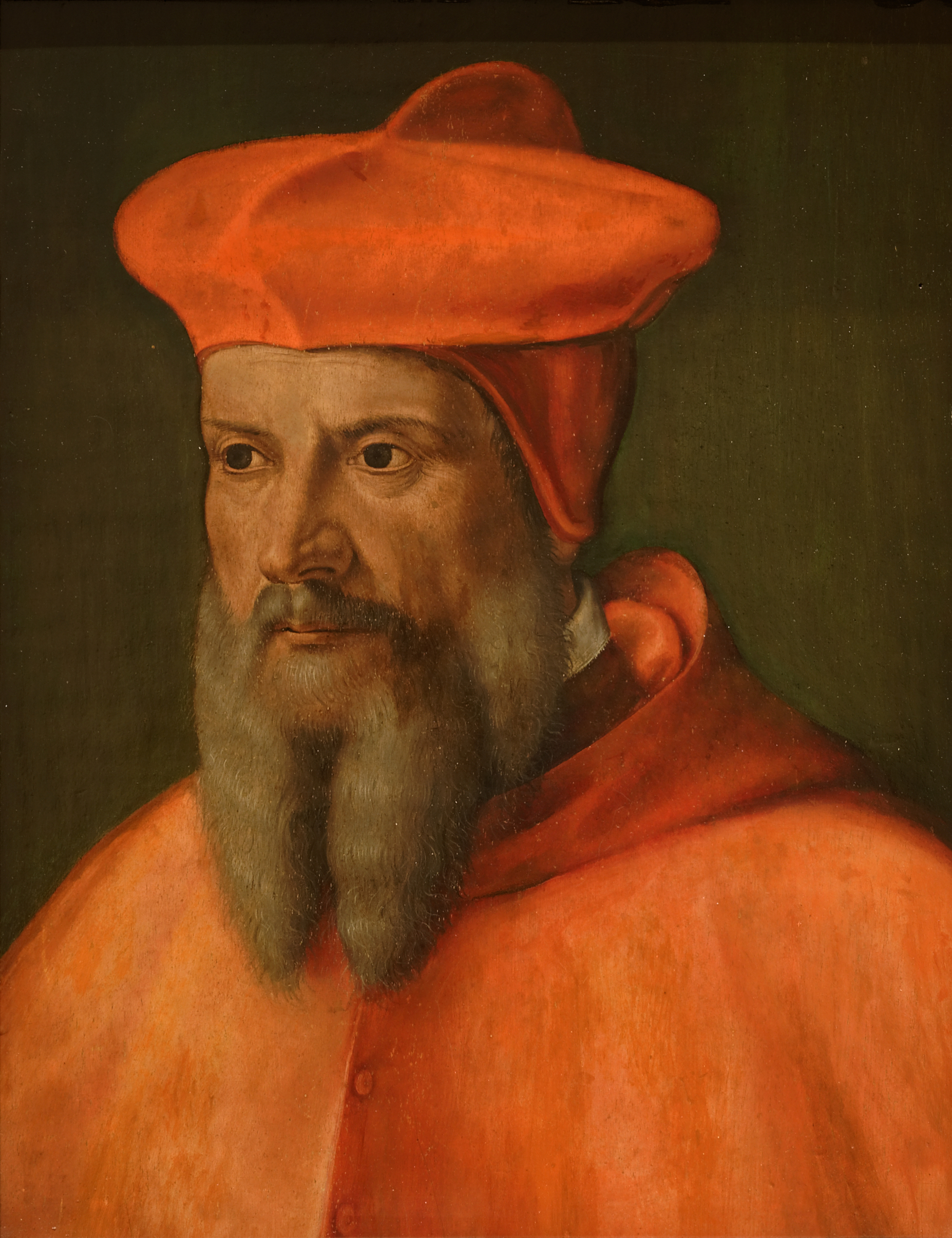
弗朗索瓦·德·图尔农枢机

该路得名于圣日耳曼德佩修道院院长、弗朗索瓦一世的主要顾问之一，弗朗索瓦·德·图尔农（François de Tournon）枢机(1489-1562)。

## 历史
这条道路原是一片沼泽地，所有权属于圣日耳曼德佩修道院。后来出售，逐渐填平后兴建房屋。在1517年已有"圣苏比斯巷"（ruelle de Saint-Sulpice）的名称，后来改名为 "集市巷"（ruelle du Champ de Foire，圣日耳曼集市所在地），以及" 马市场街 "（rue du Marché aux chevaux） »。

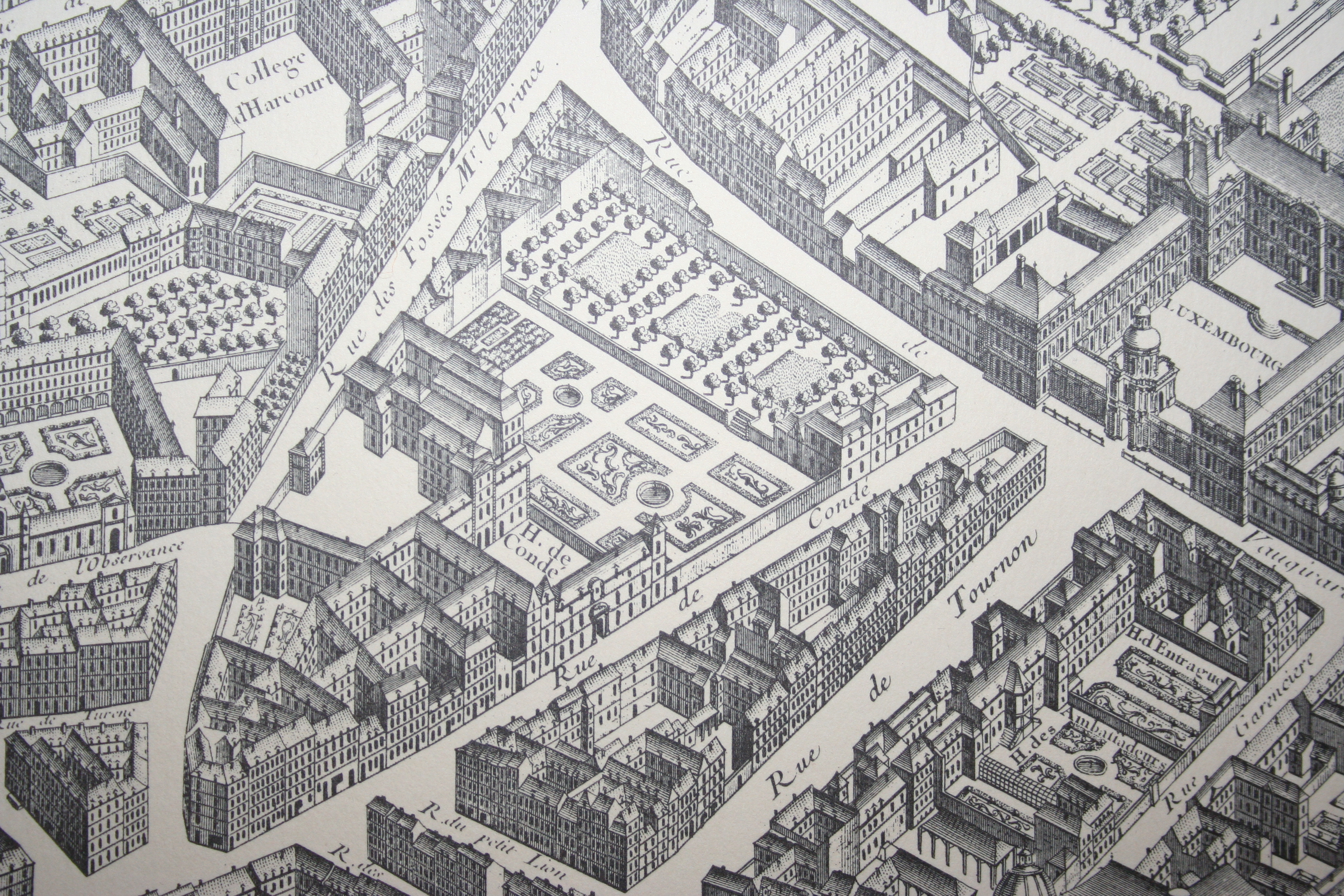
1736年

该路开辟于1541年。1549年时还只有很少的房子。1867年2月26日的法令曾将其命名为“参议院路”（rue du Sénat），因为它的南端隔着沃日拉尔路，正对着法国参议院，形成一个小广场。

## 建筑
- 16号: 卡米尔·鲁塞特（Camille Rousset）于1893年在此去世。罗曼·罗兰和他的父母于 1880年在此定居， 1885年离开，搬到米什莱路（Rue Michelet）13号。记者雅克·马莱特·杜庞（Jacques Mallet du Pan）住在这里，编写《风雅信使》杂志的政治版。

- 21号 : 法国剧作家和哲学家加布里埃尔·马塞尔从1933年直到1973年去世一直住在此处。设计大师伊夫·圣洛朗于1966年9月开设一家成衣店[2]。其伴侣皮埃尔·贝尔杰为中国学生提供空间[3]。

- 31号 :已列为历史古迹。
- 33号: 此处曾开设福约特酒店 hôtel Foyot, 一直存在到1937年。王后玛丽·安托瓦内特的长兄，奥地利皇帝约瑟夫二世，于1777年4月18日至5月30日，以法尔肯施泰因伯爵的名义隐身来到巴黎，试图解决他的妹妹和妹夫的婚姻困难；他还访问了让-雅克·卢梭和布丰，并参观巴黎。